# Parc national côtier du Pembrokeshire
Le parc national côtier du Pembrokeshire est un parc national situé le long de la côte du Pembrokeshire, au pays de Galles. Déclaré parc national en 1952, il est le seul au Royaume-Uni dont la protection fut motivée principalement pour la beauté de sa côte,.

## Géographie
Le parc national a un paysage varié de falaises escarpées, de plages de sable, d’estuaires boisés, de collines intérieures sauvages, de landes des collines de Preseli et de la vallée boisée de Gwaun. La superficie totale est de 629 km². Il peut être divisé en quatre zones: la côte du Pembrokeshire au sud, incluant l’île de Caldey, l’estuaire du Daugleddau, la baie de Saint Brides et les monts de Preseli.
De nombreux affleurements géologiques font apparaître des arches naturelles, des stacks, des plis et des grottes marines. Le calcaire prédomine.
Au nord, les roches de Carn Llidi, Pen Beri et Garn Fawr ainsi que les landes de Myndydd Carningli et de Mynydd Preseli donnent un aspect exposé et montagneux au paysage, qui tranche avec les vallées boisées du Gwaun et du Nevern.
La côte sud est occupée par un plateau de calcaire et les falaises de la péninsule de Castlemartin, les lacs de Bosherston et les stations balnéraires de Tenby et Saundersfoot. Entre les zones sud et ouest, l’estuaire du Daugleddau forme le port naturel profond où fut construite Milford Haven.
Le Sentier côtier du Pembrokeshire est un sentier national désigné. Il a été créé en 1970 et mesure 299 km de long, dont une grande partie au sommet d’une falaise, avec un total de 11 000 m de montée et de descente.

## Plages
Les plages du parc comprennent , :
- Abereiddy
- Amroth
- Baie de Barafundle
- Broad Haven
- Broad Haven Sud
- Freshwater Est
- Freshwater Ouest
- Manorbier
- Marloes
- Newgale
- Newport
- Poppit Sands
- Sandy Haven
- Saundersfoot
- Tenby
- Baie whitesands

## Administration
Le parc est géré par l’Autorité du parc national côtier du Pembrokeshire, qui compte environ 130 employés.
Plusieurs sites du parc bénéficient d’une protection spécifique définie au niveau national ou international. On dénombre ainsi sept zones internationales de conservation, une réserve naturelle marine, six réserves naturelles nationales et 75 sites d’intérêt scientifique particuliers.
En 2011, le magazine National Geographic Traveler a élu le Pembrokeshire deuxième meilleure destination côtière au monde pour le tourisme durable,.

## Galerie

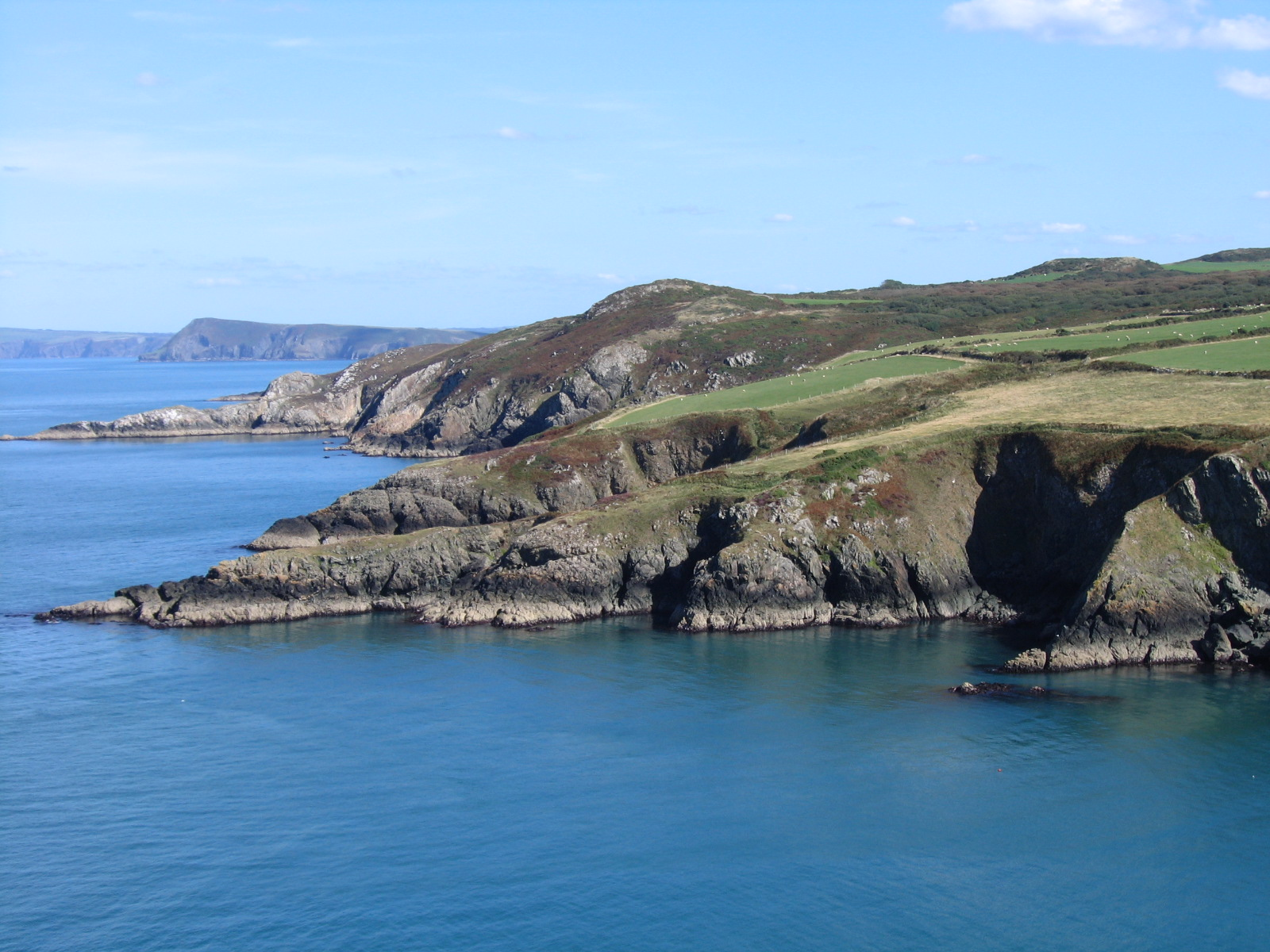
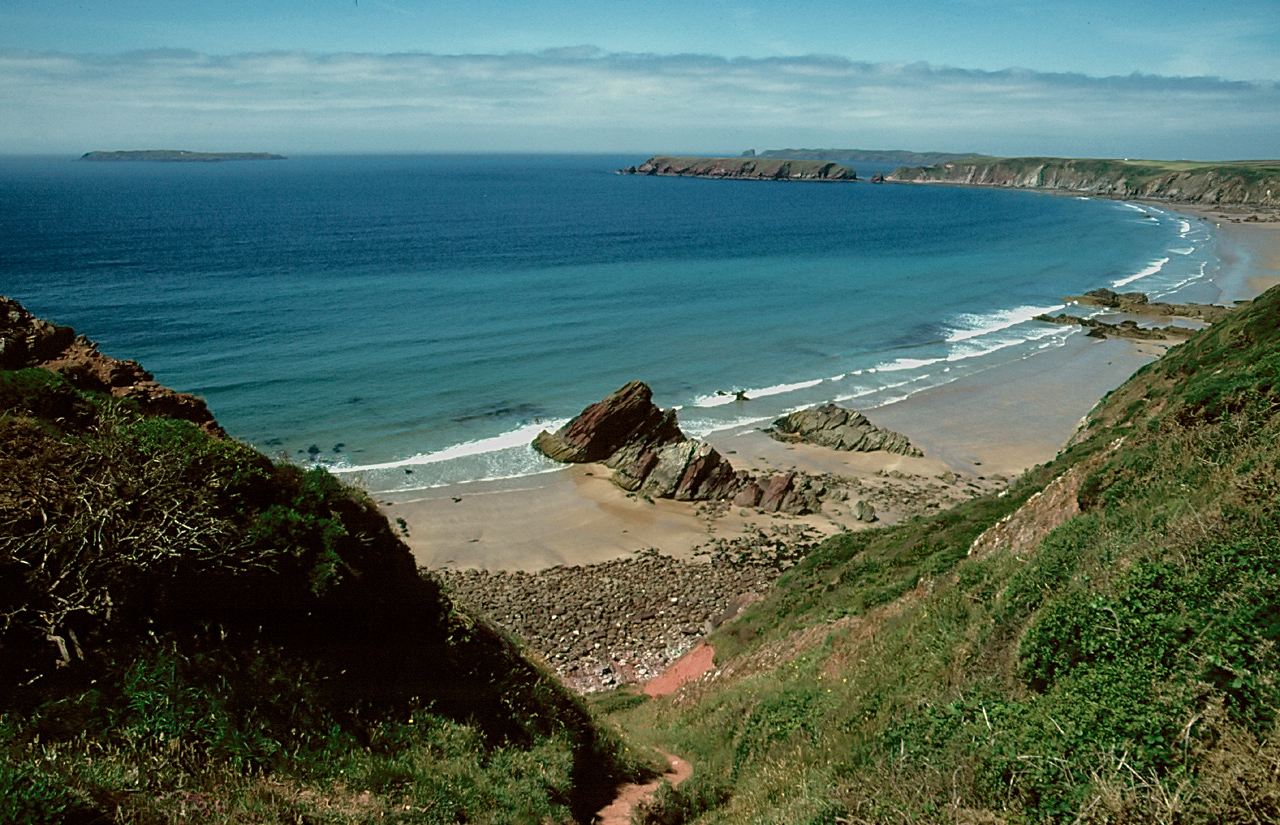
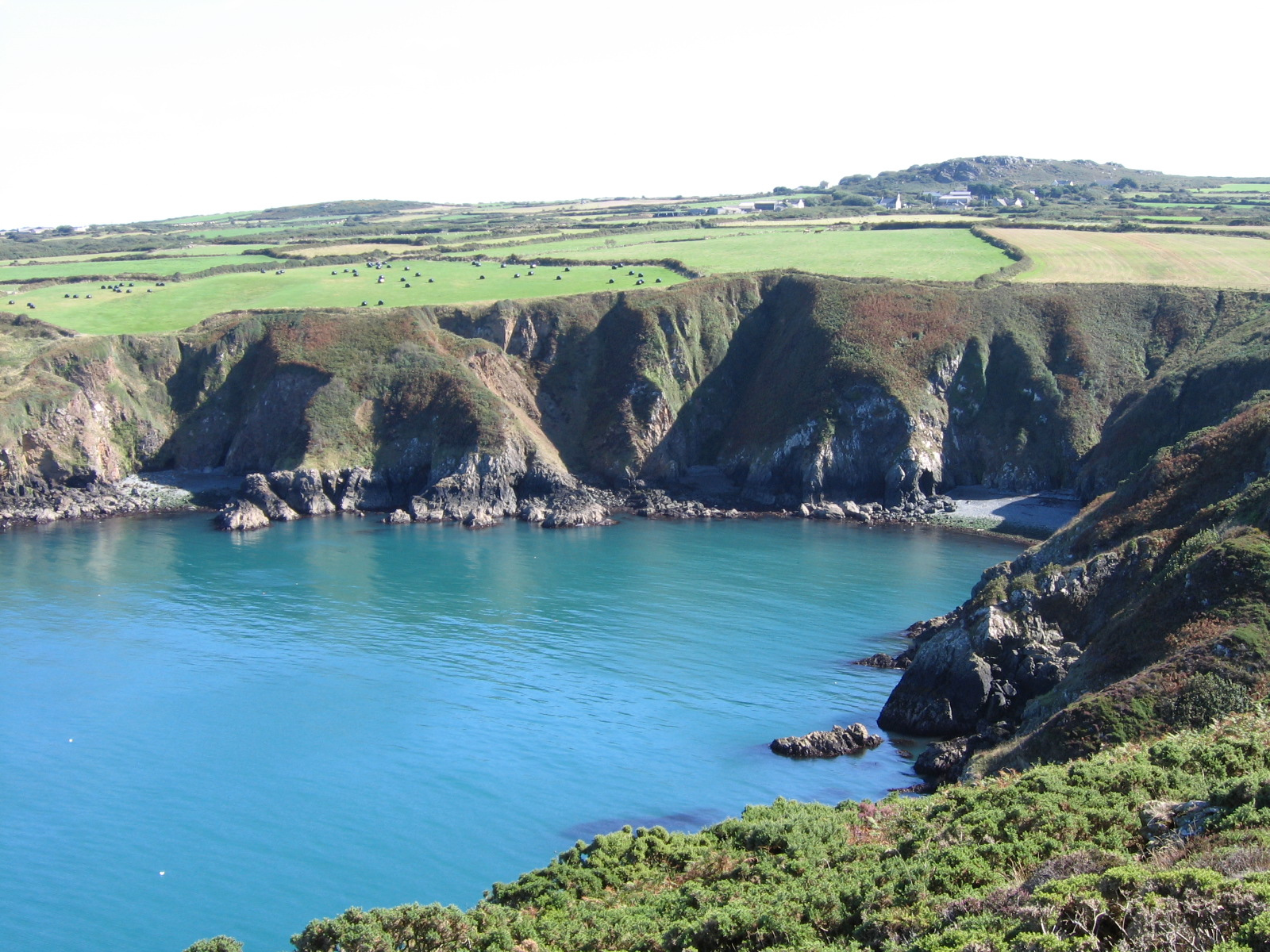
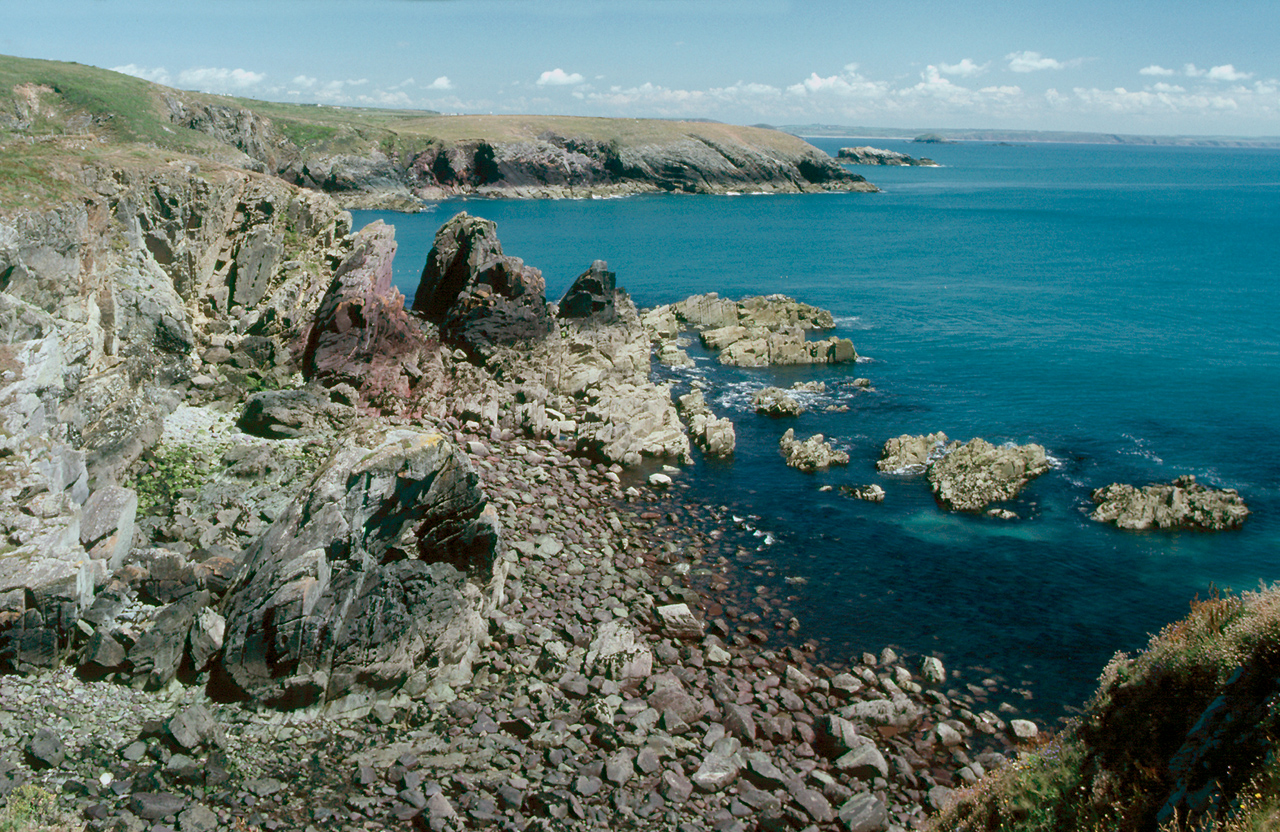
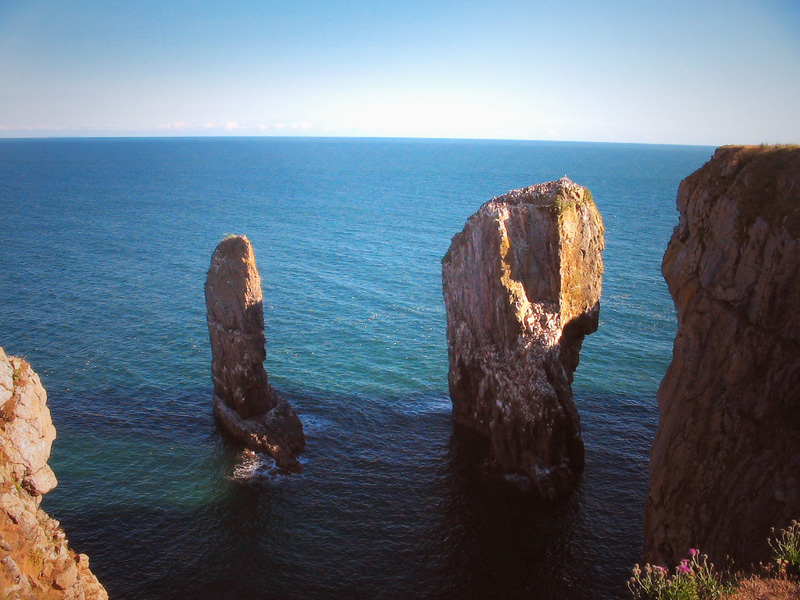
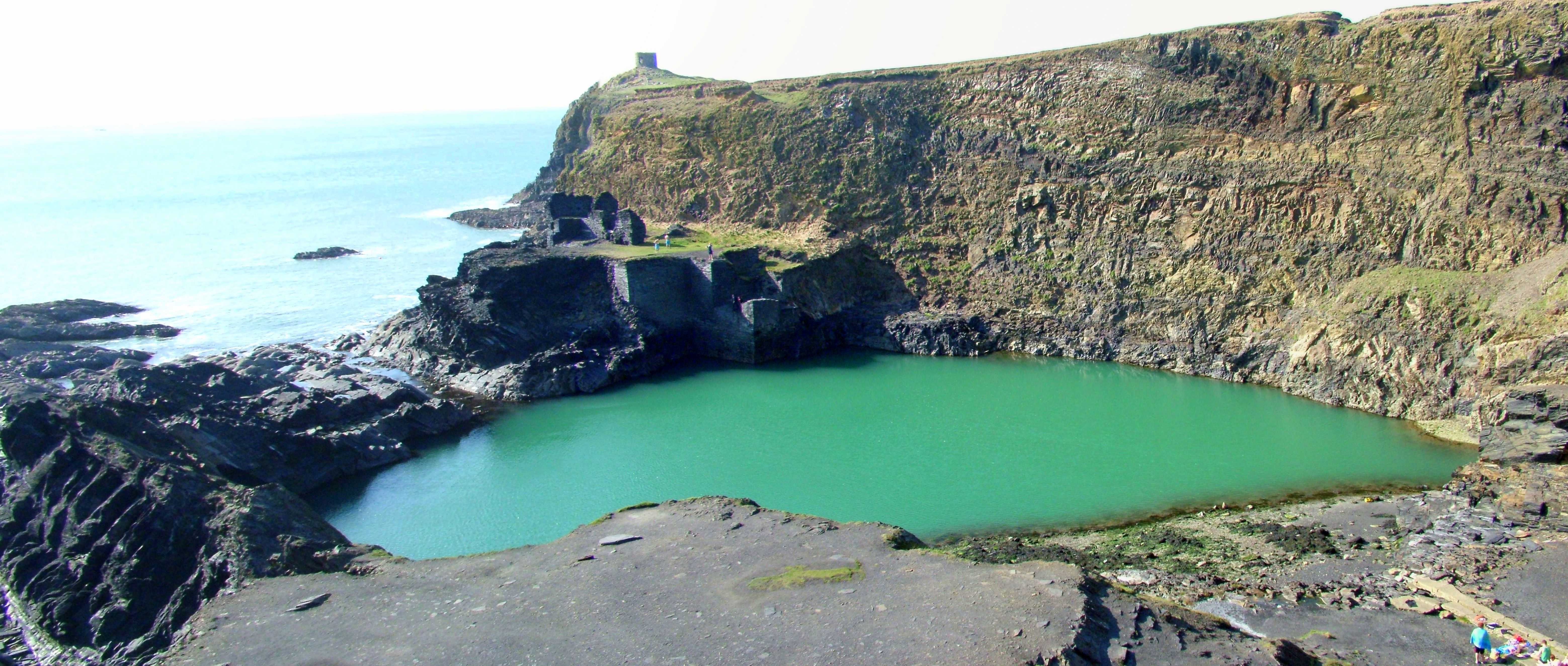
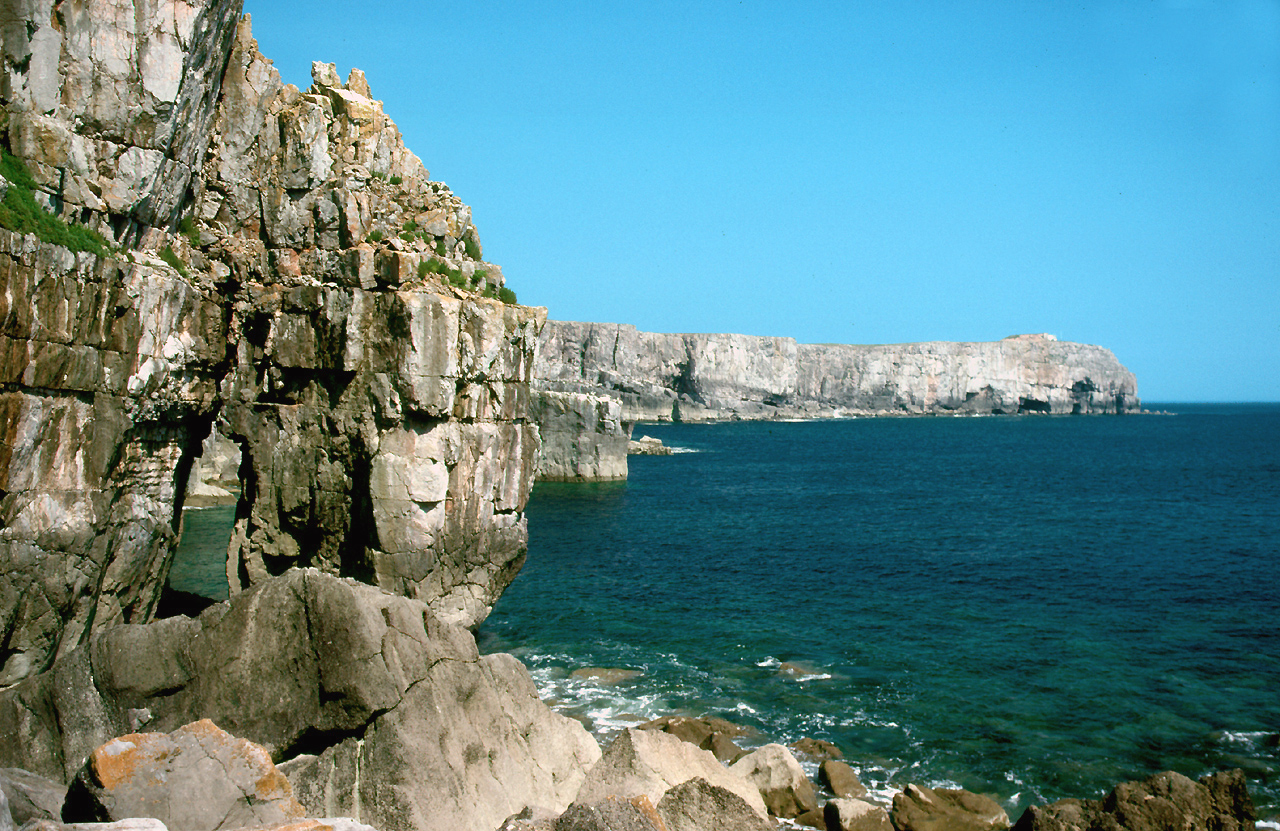
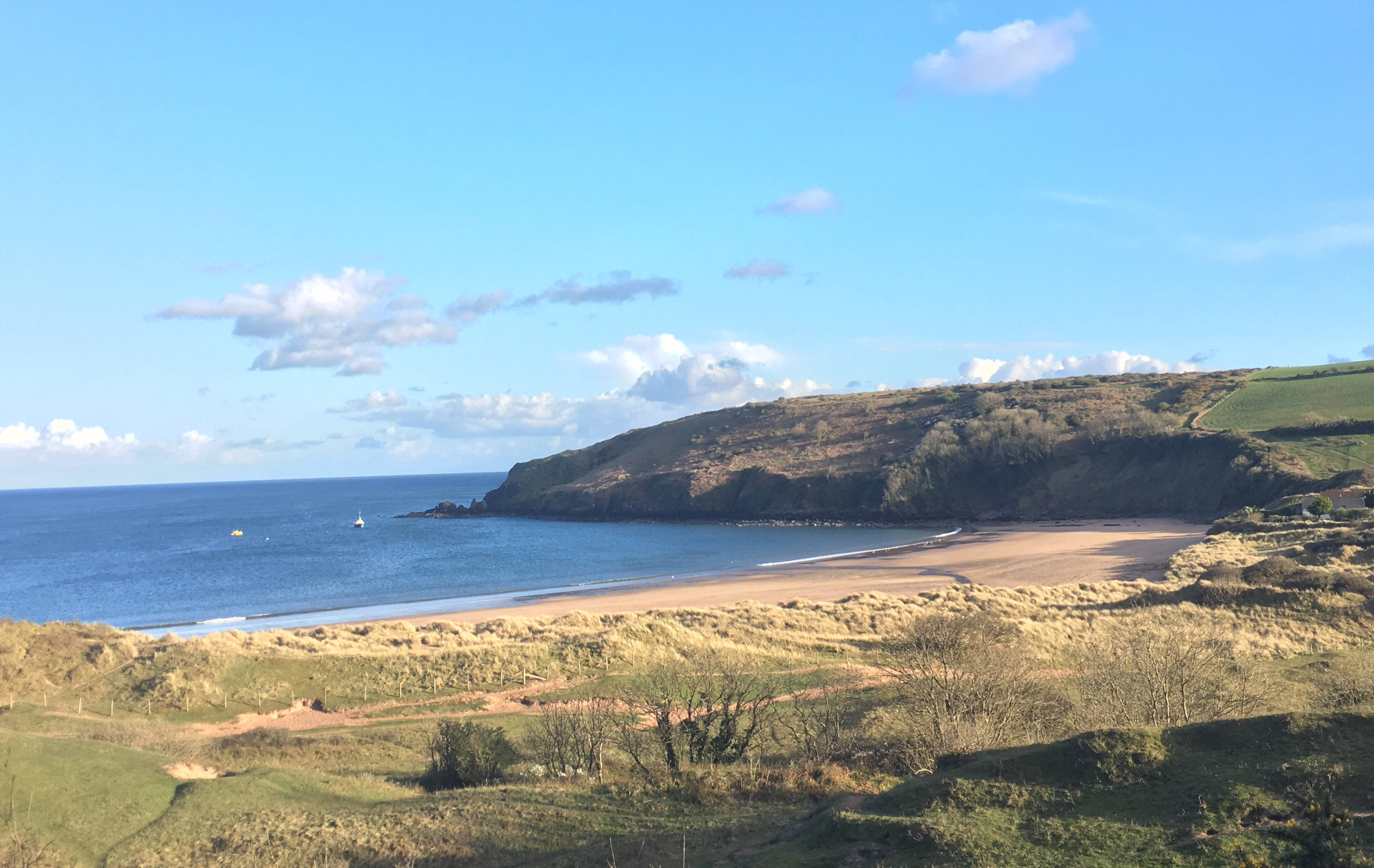
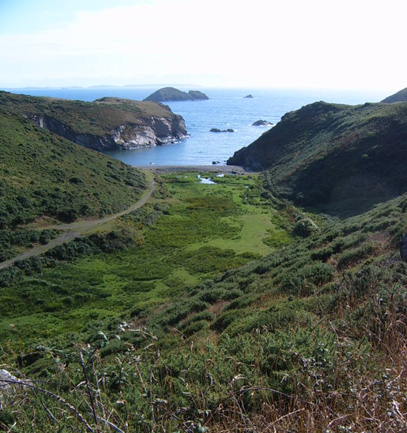